# Skihalle

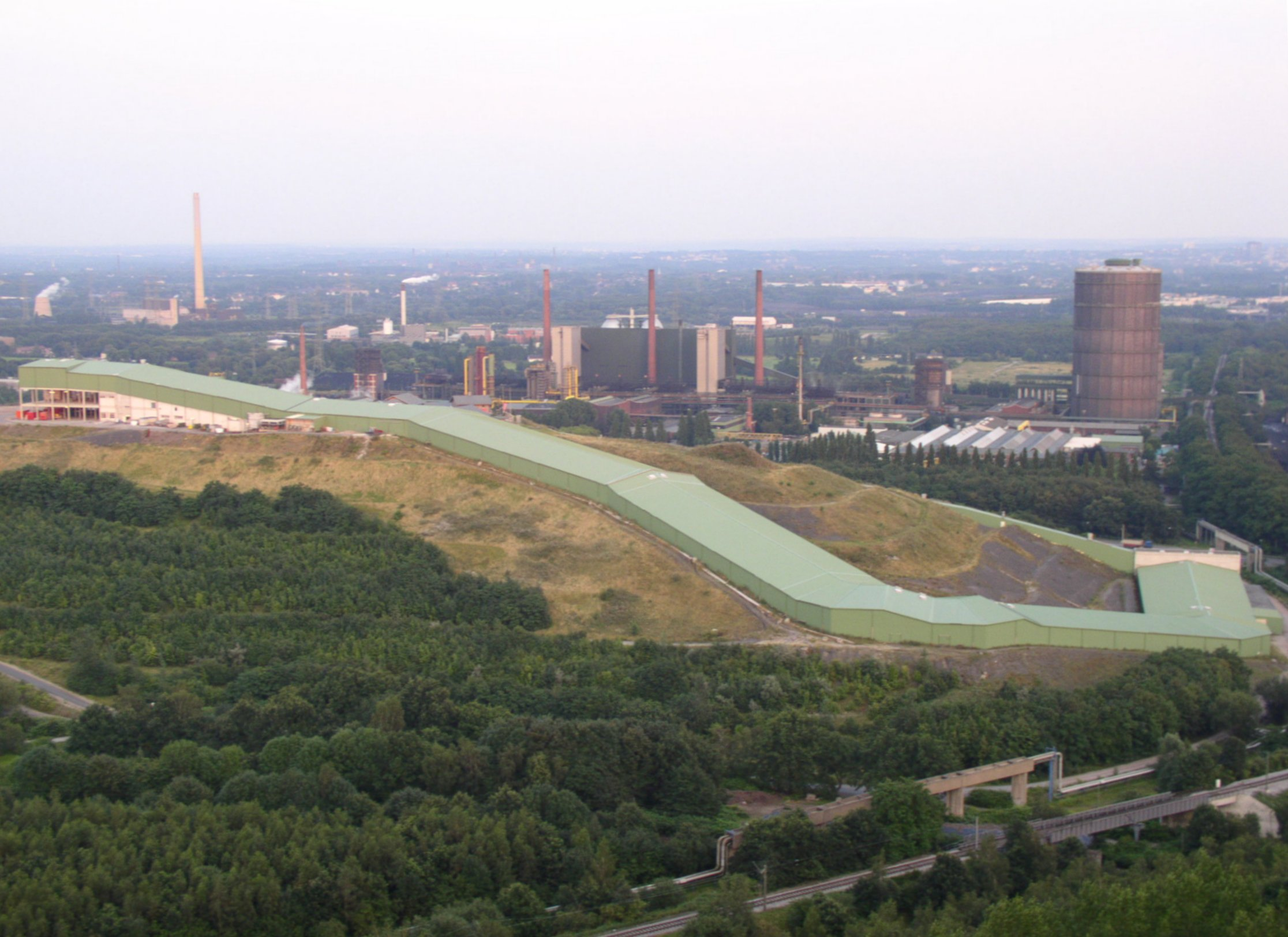
Alpincenter Bottrop vom Tetraeder aus gesehen

Eine Skihalle ist eine geschlossene Halle mit Gefälle, deren Boden mit Kunstschnee oder mit natürlichem Schnee, der aus Schneegebieten geholt wird, bedeckt ist. In einer Skihalle kann das ganze Jahr über Ski und Snowboard gefahren werden. Im weitesten Sinne sind auch Rollerbahnen als Skihallen anzusehen, sie funktionieren mittels eines geneigten Laufbands, das einen gleitfähigen Belag trägt.
In Deutschland existieren bisher fünf Skihallen für den Abfahrtslauf und eine für den Skilanglauf. In Österreich und der Schweiz gibt es keine Skihallen.

## Geschichte
Der Schneepalast am Kaiserdamm in Berlin wurde ab April 1927 betrieben und gilt damit als einer der ersten künstlichen Schneepisten der Welt. Der Berliner Schneepalast war Teil der Ausstellung Das Wochenende und wurde nach deren Ende, im Juni 1927, wieder abgebaut.
Mit dem Schneepalast in Wien, errichtet vom in Wien lebenden norwegischen Skispringer Dagfin Carlsen, wurde am 26. November 1927 durch den Bürgermeister Karl Seitz die erste Skihalle der Welt eröffnet, die als permanente Einrichtung geplant war. Sie befand sich im ehemaligen Nordwestbahnhof. Die Piste im 3000 Quadratmeter großen Skigelände ging über eine Holzrampe hinunter. Eine Sprungschanze machte Sprungweiten bis zu 20 Meter möglich. Die Skifahrer mussten zu Fuß den „Berg“ hinaufgehen, da es keine Aufstiegshilfe gab. Rodelschlitten konnten jedoch mit einer elektrisch betriebenen Anlage hinaufgezogen werden. Den künstlichen Schnee hatte der englische Experimentator Lawrence Clarke Ayscough aus Soda hergestellt. Der Betrieb der Halle erfolgte allerdings nur bis Mai 1928.
Einen weiteren Schritt zum wetterunabhängigen Skitraining stellten die einfachen Laufbänder mit verstellbarer Neigung und Geschwindigkeit dar, die mit Kunststoffmatten belegt werden, auch Rollerbahnen oder Skisimulator genannt. Diese kamen zu Beginn der 1980er Jahre in Europa auf. Ohne Wetterschutz gibt es ebenfalls Rollerbahnen, die in der folgenden Zusammenstellung nicht aufgenommen sind (in den Niederlanden als Borstelbahn bezeichnet); sie werden häufig zum Training für Leistungssportler eingesetzt.
In der weiteren Entwicklung kamen mehrere Pisten nebeneinander und mit verschiedenen Schwierigkeitsgraden hinzu, auch Rodelbahnen, kleine Schanzen, Funparks für Snowboarder. Seitdem wächst die Zahl der Skihallen in der ganzen Welt unaufhörlich; die Anlagen werden immer größer und mit immer mehr Sportarten kombiniert, z. B. Schneemobil-Fahren.

## Rekorde

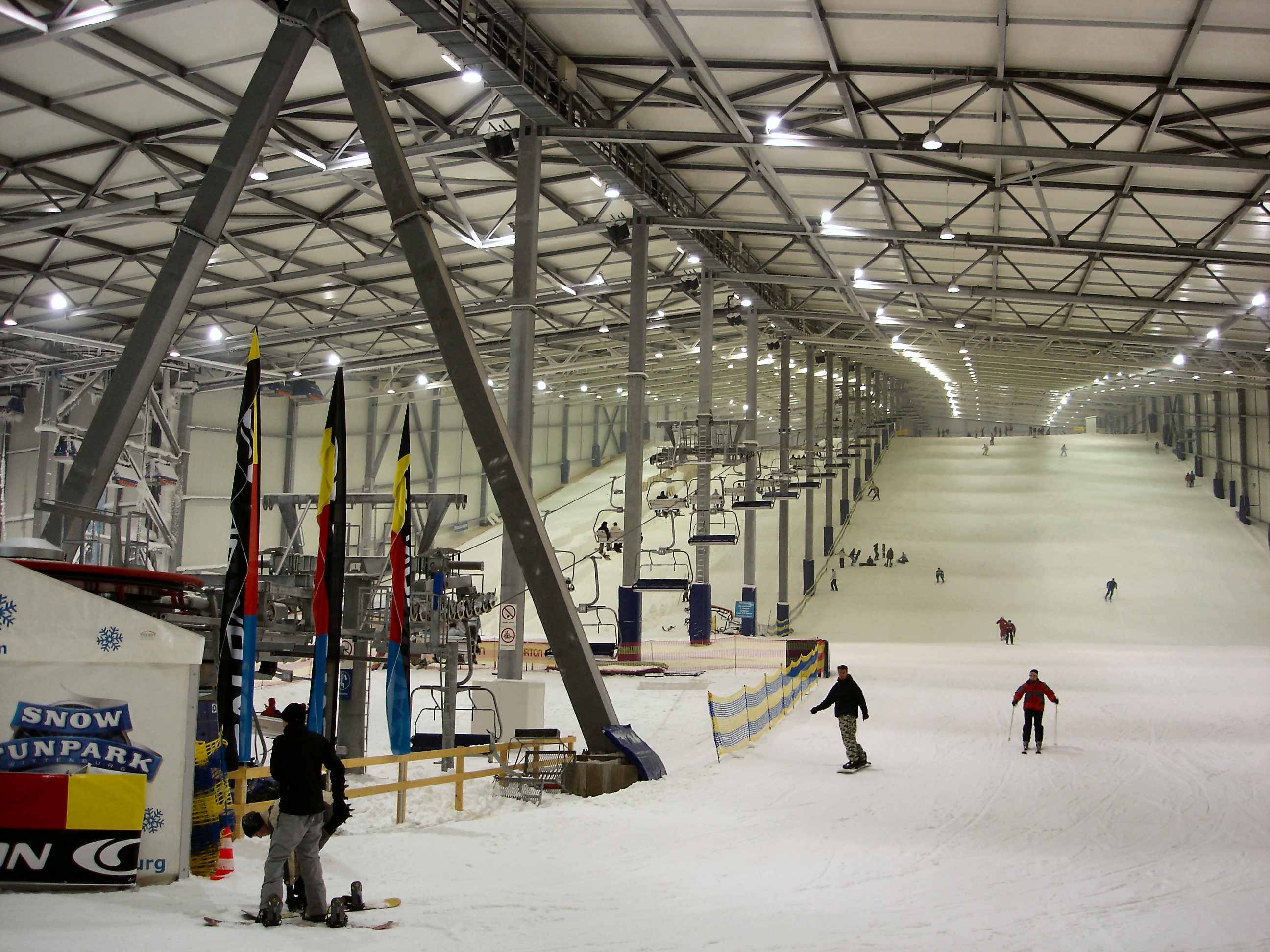
Alpincenter Wittenburg

### Fläche
Die größte schneebedeckte Fläche in einer Skihalle in Europa besitzt die SNØ in Oslo mit 36.000 m², bei der SnowWorld in Landgraaf in den Niederlanden sind es 35.000 m² und die drittgrößte Pistenfläche besitzt das Alpincenter Hamburg-Wittenburg mit 30.000 m². Für den Langlaufsport ist es die Skisporthalle Oberhof mit 46.000 m².  
Weltweit ist das 2017 eröffnete Indoor-Skizentrum Wanda im chinesischen Harbin mit 80.000 m² Skifläche die größte Anlage, gefolgt von der Guangzhou Snow World mit 56.000 m² und der Chengdu Snow World mit 55.000 m², beide ebenfalls in China. Danach kommen in der Reihenfolge die oben erwähnten europäischen Skihallen (Stand Juli 2023).
2024 eröffnete in Schanghai das L*SNOW Indoor Skiing Theme Resort mit einer Skihalle mit über 90.000 m². Allerdings befindet sich in der Halle eine ganze Dorfkulisse mit 17-Zimmer-Hotel und inklusive einer Parkeisenbahn, die beschneite Pistenfläche beträgt dagegen nur 45.000 m².

### Längste Abfahrt
Die weltweit längste Abfahrt mit 640 m besitzt die Skihalle Alpincenter Bottrop, dicht gefolgt mit 620 m von der SnowWorld Amnéville in Frankreich und der Snø  in Oslo mit 500 m. 
In Europa folgen die Snow Arena in Litauen mit 460 m, die SnowWorld in Landgraaf mit 400 m, das SnowValley in Peer (Belgien) mit 350 m und das Alpincenter Hamburg-Wittenburg mit 330 m.

### Steilste Abfahrt

Ski Dubai mit Blick auf die schwarze Piste (links)

Nur in den Skihallen in Oslo und in Dubai sowie in der L*Snow in Shanghai befinden sich Pisten mit 40 Prozent und mehr Gefälle (an kurzen Abschnitten), die als schwarze Pisten gelten. In der Skihalle Alpincenter Wittenburg sind es bis zu 31 Prozent Gefälle (rote Piste), allerdings auf einem längeren Abschnitt, welches sie mit gut 22 Prozent Gefälle und nach der in Dubai (27 %) zur durchschnittlich steilsten Abfahrt in einer Halle macht. Die Skihalle Neuss, die als erste Skihalle in Deutschland eröffnet worden ist (3. Januar 2001), besitzt bis zu 28 Prozent Gefälle (im Durchschnitt 21 %).

### Nutzung für Meisterschaften
Im Snow Funpark in Wittenburg fand erstmals die Internationale Deutsche Meisterschaft in der Halfpipe am 3. Oktober 2007 in einer Halle statt. In der Skihalle SnowWorld in Landgraaf finden seit 2003 regelmäßig FIS-WorldCup Snowboard- und Ski-Wettbewerbe statt.

### Anzahl pro Land
Die meisten Skihallen standen in den Niederlanden, es waren einschließlich der Rollerbahnen fast 50 Stück (Stand Ende 2017). Im Jahr 2020 standen die meisten Skihallen (inkl. Hallen nur für den Skilanglauf) in China (36), gefolgt von Indien (10), Finnland (8) und den Niederlanden (7). In Europa stehen rund 35 Skihallen, wohingegen in Nordamerika bisher nur eine einzige existiert, die 2019 eröffnete im American Dream Meadowlands in New Jersey.

## Umweltbilanz

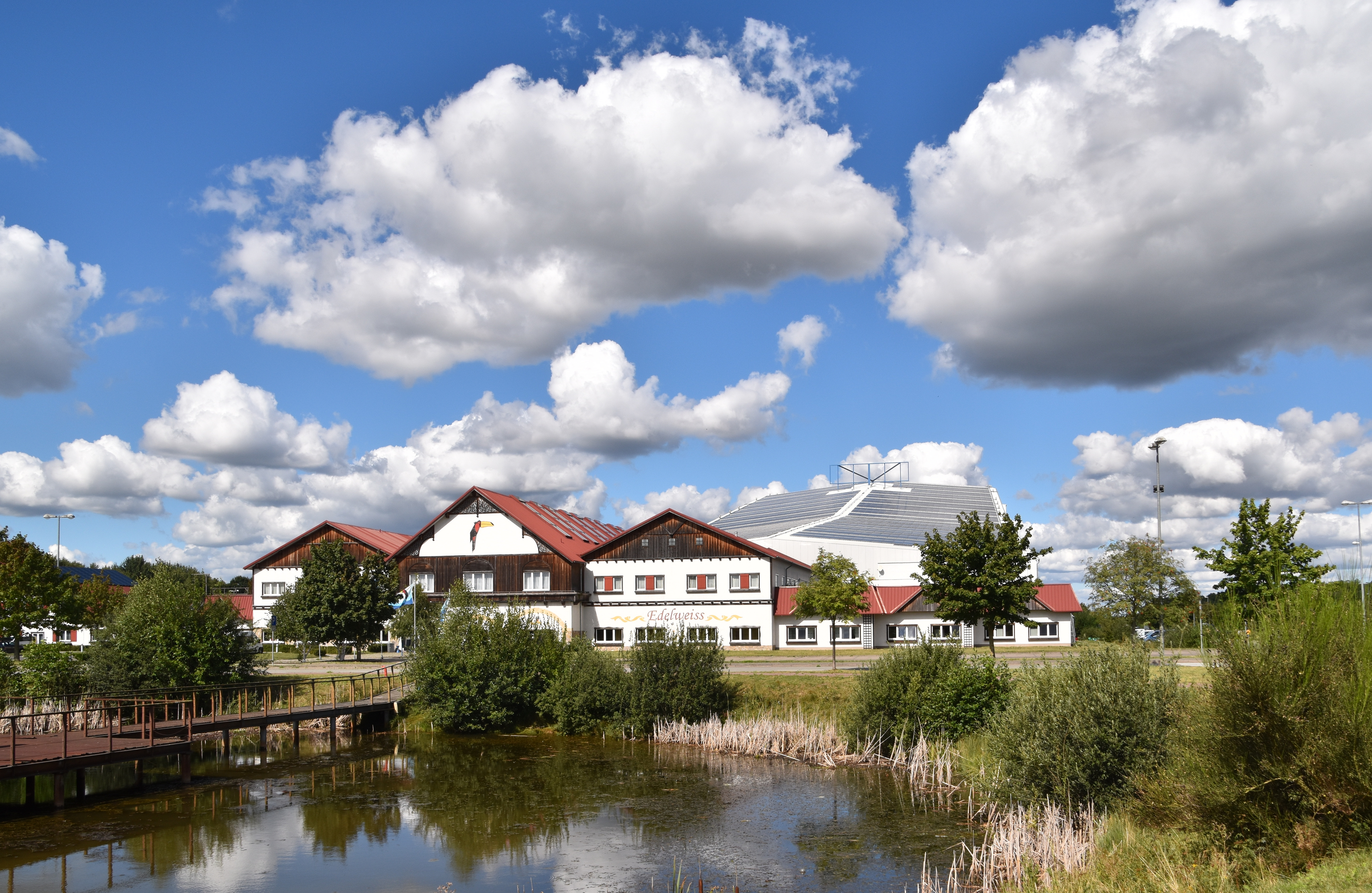
Solarzellen auf dem Hallendach des Alpincenter Hamburg-Wittenburg

Der Energieverbrauch der größten deutschen Skihalle in Wittenburg liegt in etwa auf dem Niveau eines großen Freibades, durch die Installation einer Photovoltaik-Anlage ist die Skihalle nach Angaben der Betreiber autark. Die Schneekanonen müssen deutlich weniger als in einem Skigebiet eingesetzt werden, aufgrund der konstant niedrig gehaltenen Temperatur in den Hallen. Außerdem kann die Temperatur in den Hallen bei der nächtlichen Schneeproduktion weiter abgesenkt werden, um die Effizienz der Schneekanonen zu verbessern. Der Wasserverbrauch einer Skihalle ist deshalb gering. Der weitaus größte Anteil an Klimagasen entsteht (etwa zu 80 %), wenn zur Anfahrt zur Halle das Auto anstatt der Bahn bevorzugt wird. Per ÖPNV erreichbar sind jedoch alle deutschen Skihallen nur mit dem Bus und nur die in Bottrop und Neuss besitzen eine eigene Haltestelle, in Wittenburg wird zusätzlich noch ein Fußweg notwendig, ebenso in Bispingen und Senftenberg, zudem werden bei den beiden letztgenannten die Haltestellen am Wochenende nicht bedient.

## Skihallen-Liste
In Deutschland existieren das Alpincenter Bottrop und Alpincenter Hamburg-Wittenburg, die Snow World Bispingen und Snow World Neuss, sowie das Snowtropolis Senftenberg (seit 2022 geschlossen) und die Skisporthalle Oberhof.
Die folgende alphabetische Übersicht (nach Ländern in ihrer deutschen Schreibweise vorsortiert) über aktive, geschlossene und geplante Indoorskihallen erhebt keinen Anspruch auf Vollständigkeit (per 7. Dezember 2017 sind 151 Indoor-Anlagen enthalten).
Die einfachen Rollerbahnen sind mit ihren Standorten und einem Verweis auf die jeweilige Quelle enthalten und mit R gekennzeichnet.
 Quellen:
| Land                         | Stadt/Region                               | Einrichtung (Name)                                                        | wann eröffnet / andere Daten                                | Kurzbeschreibung und ggf. Foto |
| ---------------------------- | ------------------------------------------ | ------------------------------------------------------------------------- | ----------------------------------------------------------- | --- |
| Ägypten                      | Kairo                                      | Snowpark in einem Einkaufszentrum am Rande von Kairo                      | 2. März 2017                                                | Die Piste hat eine Länge von 210 m; Bauherr und Betreiber ist Majid Al Futtaim, der bereits die Skihalle in Dubai errichtet hat. Erwartet werden 800.000 Besucher pro Jahr; Baukosten rund 500 Mio. Euro. |
| Australien                   | Adelaide/ Thebarton                        | Snowdome – Snow and Ice Adelaide                                          | 1987; Erw. 2009                                             | 1981 als Eis-Arena eröffnet, dann umgebaut zu einer Skihalle; 150 × 20 m Piste, 12 Höhen-m; ca. 300.000 Besucher/Jahr |
| Australien                   | Coffs Harbour                              | Aussie snowdome                                                           | 2000                                                        | Der Snowdome ist Bestandteil des Großen Bananen-Themenparks nahe am Strand (siehe Bild). |
| Australien                   | Melbourne                                  | SkiCity                                                                   |                                                             | RVictoria, drei Endlosbänder; Skiunterricht inklusive |
| Australien                   | Perth                                      | Snowdome Perth                                                            | 2017 (geplant)                                              | [ 36 ] |
| Australien                   | Sydney                                     | Ski Trac                                                                  | 1998                                                        | 50 × 175 m großes und 20 cm dickes Schneefeld, das auf einer strukturierten Metallfläche entgegengesetzt der Abfahrtsrichtung des Skifahrers gedreht wird. Durch verschiedene Geschwindigkeiten (5–30 km/h) können Abfahrten zwischen 300 m und 20 km simuliert werden. Die Technologie ist eine australische Eigenentwicklung, die 1997 projektiert und im Modell erprobt wurde. Zusätzlich gibt es in der Riesenhalle eine Seilbahn mit 4-Mann-Gondeln, eine Bobbahn sowie Hänge für Snowboardfahrer. |
| Bahrein                      | Manama                                     | Iceberg Tower                                                             | 2005 geplant 2009 (war die Zielstellung)                    | 30 × 1000 m; mit deutscher Technik (nach erster Planung im Jahr 2005) In den 2010er Jahren wurde die Planung geändert, es entstand für 175 Millionen US-Dollar eine 1,5 Kilometer lange Skipiste in einem mehrstöckigen Gebäude (Iceberg Tower) mit einer Gesamtfläche von 150.000 Quadratmetern. Die Indoor-Skihalle wurde auf einer Insel südlich der Sheikh Hamad Brücke zwischen Manama und Muharraq gebaut. |
| Belgien                      | Wilrijk, Antwerpen                         | Skihal Aspen                                                              | 2016                                                        | Anstelle einer alten Mattenpiste 2016 komplett neu erbaut. Zwei Pisten: 240 m und 20 m lang, jeweils 50 m breit |
| Belgien                      | Comines                                    | Ski & Snowboard Ice Mountain                                              | 1999                                                        | 9.000 m², zwei Pisten (210 m und 85 m), jeweils 30 m breit |
| Belgien                      | Peer                                       | Snow Valley                                                               | 31. Aug. 1997 , erweitert 2001                              | Von einer Piste (160 × 30 m) auf drei Pisten erweitert/verlängert: 350 × 30 m, 64 Höhen-m; 100 × 25 m, 12 Höhen-m; 85 × 30 m, 25 Höhen-m; keine Lifte, nur Förderbänder; Ski, Snowboard (hp, big air, rails=Boarder Paradies); auch Austragungsstätte für internationale Wettkämpfe |
| Belgien                      | Roeselare                                  | Indoor Ski Mont Blanc                                                     | 1995                                                        | R 4 × 7m Bei Eröffnung war es die erste Skirollerbahn in Westflandern, seit 1999 werden auch Snowboardkurse angeboten. |
| Belgien                      | Schilde, Ortsteil ’s-Gravenwezel (Antwerp) | Skibaan Casablanca                                                        | 1961 2010 geschlossen                                       | Zuerst als Rollerpiste ausgeführt, 1997 durch eine mit Naturschnee bedeckte Fläche ersetzt |
| Brasilien                    | Gramado                                    | Skiing Snowland                                                           |                                                             | Pistenlänge 100 m, ein Skilift; Höhendifferenz 20 m |
| China                        | Chengde                                    |                                                                           | 2006                                                        | unterirdische Anlage: 120 × 14 m, Gefälle 8°; Ski, Snowboard, Eisskulpturen bauen, Radfahren auf Schnee; Kosten ca. 3 Mio US $ |
| China Volksrepublik          | Harbin                                     | Harbin Wanda Indoor Ski and Winter Sports Resort                          | 2017                                                        | 6 Abfahrten, die längste 500 m, insgesamt 80.000 m² Schneefläche; „the largest ski resort in the world“ |
| China Volksrepublik          | Peking                                     | Qiaobo Skiing Dome Beijing Indoor Skiing                                  | 28. Sep. 2009                                               | Gebaut auf Initiative der Eisschnelllauf-Weltmeisterin Ye Qiaobo, deren Namen die Skihalle erhielt; Baukosten 400 Millionen Yuan; Nutzfläche mehr als 60.000 Quadratmeter; Hauptpiste 200 m lang, 40 m breit, mittleres Gefälle von 8%; Kühltechnik von der Berliner Firma Grasso GmbH |
| China Volksrepublik          | Shanghai                                   | Shanghai Yinqixing Indoor Skiing Site                                     | 2004                                                        | Fläche der Halle 110.800 m², dreiteilige Piste 380 × 80 m; Schneedecke 50 cm, 42 Höhen-m, Lift; Ski, Snowboard, Tubing; Kosten ca. 36,2 Mio. US-$; ca. 2000 Besucher pro Tag Laut einer Internet-Information vom Dezember 2017 ist die Einrichtung „vorübergehend geschlossen“. |
| China Volksrepublik          | Guangdong                                  | Indoor Ski area Alps Ice and Snow World - Shenzhen Largeski of Alpes      | 2000                                                        | 24 × 114 m; Ski, Snowboard, Tubing; ein Skilift trotz Unwirtschaftlichkeit (zu geringe Besucherzahlen) erfolgte 2016/2017 ein Weiterbetrieb |
| Dänemark                     | Randers                                    | Alpine Style Park                                                         | 2012 geplant                                                | Der von der dänischen Architekturfirma CEBRA entworfene Park sieht eine Skihalle mit einer Fläche von 70.000 m² vor, die damit die größte der Welt wäre. Darauf könnten sich gleichzeitig bis zu 3.000 Skifahrer aufhalten. Die Grundfläche der Halle soll die Form eines sechsstrahligen Schneekristalls bekommen. In dem Beitrag heißt es: „If the plans don’t come to fruition, it won’t be the first time that an ambitious skiing project has been proposed and then rapidly shelved. A rather bizarre plan to build a ski slope on the top of the Amagerforbraending trash incinerator in Amager was scrapped in December 2011 less than a year after being announced.“ (dt.: „Wenn die Pläne nicht zum Tragen kommen, wird es nicht das erste Mal sein, dass ein ehrgeiziges Ski-Projekt vorgeschlagen und dann schnell auf Eis gelegt wird. Ein ziemlich bizarrer Plan, eine Skipiste auf der Müllkippe Amagerforbraending in Amager zu bauen, wurde im Dezember 2011, vor weniger als einem Jahr nach der Bekanntgabe, gestrichen.“) Ende des Jahres 2017 war jedoch keinerlei Aktivität zur Realisierung zu finden. |
| Danemark                     | Roedovre bei Kopenhagen                    |                                                                           | 2006                                                        | R, für Ski- und Snowboardfahrer |
| Deutschland                  | Berlin-Adlershof                           | AlpenDome                                                                 | 2005 geplant ad acta                                        | 260 × 37 m, 22 % Gefälle; mind. 50 Mio €; 10 Tm² Schneefläche; Alpenrestaurant (Groß-Berliner Damm/Abraham-Joffé-Str.), bis zu 80.000 Besucher im Jahr geschätzt Definitiv heißt es schließlich in einer Immobilienzeitung des Jahres 2007: „Keine Skihalle in Berlin-Adlershof“. |
| Deutschland                  | Berlin-Neukölln (OT Mariendorf)            | Polaris                                                                   | 2007 geplant ad acta                                        | 21,5 Tm² Skihalle: 69 Höhen-m, 350 m lang; geschätzte Baukosten 150 Mio €; mit Aquadome (13 Tm²) + Central Plaza (Polaris Development GmbH mit Investorengruppe Tree AG aus München) Im Internet findet sich im Februar 2009 folgende Information: Finanzierung wackelt und im Dezember 2009 hieß es: „Erlebniswelt gescheitert“. |
| Deutschland                  | Berlin-Pankow                              | Der Gletscher                                                             | 1990 (ungefähr) geschlossen                                 | R; in einer alten Industriehalle (Berliner Straße 21), alpenländisch dekoriert, laufen (liefen) drei mattenbedeckte Bänder. Eine aktuelle Website (Stand Dezember 2017) findet sich nicht, dagegen kursieren Meldungen, dass die Anlage geschlossen sei (z. B. auf yelp.de), die Domain steht zum Verkauf. |
| Deutschland                  | Bispingen                                  | Snow Dome Bispingen                                                       | 21. Okt. 2006                                               | 300 × 100 m, 23 Tm²; Gefälle 9–20 %; Ski, Snowboard, Schlitten, Zipflbob; 3 Lifte; Bar in Alpenarchitektur, Skihütte; mit österr. Hilfe (aus Sölden) erbaut |
| Deutschland                  | Bottrop                                    | alpincenter Bottrop                                                       | 7. Jan. 2001                                                | 640 × 30 m; 19,2 Tm², max. 24 %, 57 Höhen-m; 1 Abfahrt, 2 Lifte; auf alter Bergbauhalde Zusätzlich gibt es eine Sommerrodelbahn und eine Indoor-Tauchanlage. |
| Deutschland                  | Neuss nahe Düsseldorf                      | Skihalle Neuss im Aktiv-Freizeitpark Alpenpark Neuss                      | 3. Jan. 2001                                                | 300 × 60 m; 13 Tm², 10–28 %, 50 Höhen-m; 4 Lifte; auf alter Müllhalde, Kosten 70 Mio. DM (Bauherr=Betreiber). – Hier fand 2004 ein Volkssport-Wettbewerb (SL, RSL, SkiX) statt. Österreich, speziell die Region Salzburger Land, hat sich mit 1,6 Mio Euro an den Baukosten beteiligt. Dafür nutzen die österreichischen Leistungs- und Amateursportler die Neusser Halle häufig. |
| Deutschland                  | Oberhof                                    | Skisporthalle Oberhof                                                     | 1. Sep. 2009                                                | Loipenlänge 1754 m |
| Deutschland                  | Sasbachwalden im Schwarzwald               |                                                                           | 2004 geplant                                                | 430 × 60 m; 16–22 % Gefälle, 60 Höhen-m; 3 Abfahrten, 2 Lifte Aus Naturschutzgründen im Jahr 2011 nach einem B.U.N.D.-Gutachten abgelehnt |
| Deutschland                  | Saulheim                                   | Skihalle Mainz/Rhein-Main                                                 | 2004 geplant                                                | ad acta |
| Deutschland                  | Senftenberg                                | Snowtropolis                                                              | 22. März 2003, seit Herbst 2022 geschlossen                 | 130 × 72 m, 9,36 Tm², max. 25 % Gefälle, 1 Abfahrt, 2 Lifte; für ca. 160–200 Benutzer gleichzeitig; Aktivisten für den Bau waren ca. 20 Skiclubs in der Lausitz; Funpark, Bowling, Sauna. – Kosten ca. 25 Mio € |
| Deutschland                  | Wernigerode                                | Astberg Winter Sports Center (Indoor-Skispringen)                         | 11. Okt. 2016 (geplant über die FIS) ad acta                | Projekt für einen komplett überdachten Wintersportbereich am Astberg mit: zwei Sprungschanzen (K 90 und K 125), die sich direkt an den Berg anpassen und keinen Anlaufturm benötigen, für das Luftpolster sollten Windmaschinen installiert werden; alpine Abfahrtspiste von 720 m Länge und 23 % Gefälle; eine 750 m Skilanglauf-Loipe, Bob- und Rodelbahn mit 12 Kurven, ein Skilift mit Gondeln für jeweils vier Personen; Familienzone (Rodeln, Minispringen, Skischule, Fun Sport Areas) und entsprechender Infrastruktur. Die benötigte Elektroenergie sollten zwei Brennstoffzellen liefern, überschüssige Energie an die Stadtwerke Wernigerode verkauft werden. Das Projekt stieß bei den Einwohnern auf Ablehnung, sie haben eine Bürgerinitiative gegen den 80–100 Mio. Euro teuren Bau gegründet. Im Februar 2018 wurde das Projekt für gescheitert erklärt. |
| Deutschland                  | Wittenburg                                 | alpincenter Hamburg-Wittenburg (ehemals Snow Fun Park)                    | 8. Dez. 2006                                                | Das Alpincenter Wittenburg ist die größte Skihalle Deutschlands und besitzt neben der Skihalle SNØ in Oslo mit 31 % Gefälle einer der weltweit steilsten, roten Pisten in einer Skihalle. Insgesamt existieren drei Pisten, die Anfängerpiste besitzt ein Gefälle von 10 %, ist 90 m lang und 40 m breit. Die längste Piste ist 330 m lang, 100 m breit und besitzt 57 Höhen-m. Die Halfpipe (130 × 20 × 4,5) wurde 2023/2024 zu einer Abfahrt mit Funpark umgebaut. Es existieren ein Schlepplift und ein Vierer-Dopplemayr-Sessellift sowie zwei Seillifte. Bauherr war Hans Gerd Hanel. Vorhanden sind 6 versch. Restaurants und ein Hotel. |
| Finnland                     | Vuokatti (Huurre)                          | Hiihtotunneli                                                             | 1997                                                        | 8 × 1210 m, 4 m hoch, Höhenunterschied 18 m; geeignet für Langlauf, Biathlon, Springen; auch Sommersport wie Skating u. a. Neben den Trainingsmöglichkeiten für Profisportler kann auch Tretschlitten gefahren werden, kleine Olympiaden organisiert u. v. a. m. |
| Finnland                     | Helsinki                                   | lumilautatunnelin                                                         |                                                             | Snowboard-Halle |
| Finnland                     | Leppävirta                                 | Skiarena                                                                  |                                                             | unterirdische Anlage, angeschlossen an einen Spa-Hotelkomplex |
| Finnland                     | Turku                                      | Langlaufhalle                                                             | 1994                                                        | 700 m lange Loipe als Rundkurs |
| Frankreich                   | Amnéville (Lothringen)                     | Snowhall                                                                  | 2005 (ungefähr)                                             | 500 × 34 m und weitere Bahnen für Kinder und Anfänger; Gefälle 20–25 %; unter einem Tunnel angelegt. 17.000 m²; Ski, Snowboard, Rodeln; Therme, Restaurant |
| Frankreich                   | Bordeaux                                   |                                                                           |                                                             | R |
| Frankreich                   | Lyon                                       |                                                                           |                                                             | R |
| Frankreich                   | Paris (Europacity)/ Liévin                 |                                                                           | 2025 (Plan )                                                | [ 82 ] [ 83 ] |
| Frankreich                   | Saint-Cloud                                | Victory Parc                                                              | 2011 (geplant)                                              | 170 Mio. Euro für den größten Sportpark in FRA; 35.000 m² indoor und 25.000 m² outdoor; Schneehalle (Ski, Snowboard, Halfpipe, Boarder X, freestyle, Rodelbahn), Eisoval (Eishockey, Curling, Eiskarting), Sporthallen, Kletterwand, Abenteuerkurs, Golfplätze, Mountainbiking route; Hotel mit 300 Zimmern |
| Großbritannien               | Castleford-Leeds, Yorkshire                | Xscape Leisure Mountain, SNO!zone                                         | 2003                                                        | 170 m langes Skilaufband, Snowboard, Eisklettern, Freestyle – alles mit 1500 t reinem Schnee; auch Sommersport; Après-Ski-Veranstaltungen |
| Vereinigtes Konigreich       | Hampshire                                  | Calshot Activities Center                                                 |                                                             | In einem ehemaligen Hangar eingerichtet |
| Vereinigtes Konigreich       | Hemel Hempstead bei London                 | The Snow Centre                                                           | 2016                                                        | 160 m × 30 m (ist die längste Indoor-Skipiste in UK) |
| Vereinigtes Konigreich       | Manchester                                 | Chill Factore 1                                                           | 2007                                                        | 4 Hauptflächen, max. Länge 180 m, incl. 40 m lange Anfängerpiste; Tubing, snowboarding, snowplay; Winter Wunderland für Kinder |
| Vereinigtes Konigreich       | Milton Keynes                              | Crystal Mountains                                                         | 2000                                                        | 170 m; Ski, Snowboard; Windkanal für „Airkix“; pro Jahr ca. 5 Mio. Besucher |
| Vereinigtes Konigreich       | Sheffield                                  | Skivillage & Snowmountain                                                 | 2007– 2012                                                  | Hauptpiste 300 × 70 m; Ski u. Snowboard; Kosten ca. 300 Mio. Pfund, 1 Mio. Besucher/a; war Teil eines Entwicklungsprojekts für die Region Upper Don Valley; Cafés und Restaurant. Im Jahr 2012 erstmals durch einen Großbrand zerstört, in den folgenden Jahren weitere Brände; selbst der Motor des Skilifts wurde gestohlen. Es gibt Anstrengungen für einen Wiederaufbau mit dem Hauptziel, ein Extremsportzentrum an dieser Stelle zu errichten; zahlreiche Investoren haben bereits zugesagt. |
| Vereinigtes Konigreich       | Suffolk, Great Blakenham                   | SnOasis                                                                   | 2017 Grundsteinleg. 23. Januar 2007                         | Hauptpiste 500 × 80 m, 100 Höhen-m; 14 verschied. Wintersportdisziplinen; Kosten etwa 400 Mio. Pfund; 700 T Besucher/Jahr erwartet |
| Vereinigtes Konigreich       | Stratford (London)                         |                                                                           |                                                             | Der Londoner Bürgermeister machte am 6. August 2013 Pläne für ein Indoor-Skizentrum öffentlich. Es soll eine Pistenlänge von 300 m aufweisen und eine Fläche von 215.000 Quadratfuß. |
| Vereinigtes Konigreich       | Tamworth                                   | Snowdome                                                                  | 1994                                                        | erste Skihalle in UK; 170 × 30 m Band mit Naturschnee, 25 Höhen-m; Ski, Snowboard, Tubing, Rodeln, Freestyle; im Sommer: Snowmobiling und Langlauf; eine Eishalle für Jedermann ist angeschlossen. ca. 150.000 Besucher/Jahr |
| Vereinigtes Konigreich       | Telford                                    | World of Snow Telford Snowboard and Ski Center                            | 1988–1992                                                   | Piste 30 × 40 m |
| Vereinigtes Konigreich       | Trafford                                   | Chill Faktore                                                             | 2007                                                        | Naturschnee, 3 verbundene Pisten; Felskletterwand, Rodelbahn, Skateboardpark, Kinder-Zone Entwurf FaulknerBrowns Architects, hatte bei seiner Eröffnung (Länge von 180 m [=590 Fuß]) die größte Breite einer Indoor-Skihalle der Welt (100 m [=330 Fuß]). |
| Hongkong                     |                                            |                                                                           | 2017                                                        | 57.000 Quadratmeter Schneefläche in der Nähe von Hongkong; Beschneiungstechnik kommt von der österreichischen Firma Alpintechnik |
| Indien                       | Hyderabad                                  | Snow World                                                                | 2004                                                        | erbaut von niederländisch-australischem Konsortium; 17 Tm², Ski, Snowboard, Gleiten mit einem speziellen Ice bumper car. Bei Eröffnung Riesenandrang; nur gegen Voranmeldung besuchbar |
| Irland                       | Dublin                                     | Indoor ski Center                                                         |                                                             | [ 96 ] |
| Indonesien                   | Jakarta                                    | Waterfront City                                                           | 1991 (ungefähr) geschlossen                                 | kleinere Anlage |
| Japan                        | Fukuoka, Fukuoka                           | Big Air Fukuoka                                                           |                                                             | nur für Snowboard: 58 × 90 m; 10–14 °; eigener Kunstschnee |
| Japan                        | Funabashi, Chiba                           | LaLaport skidome SSAWS                                                    | 1998 2005 geschlossen                                       | Großes Indoor-Skiareal in Funabashi City, Chiba Präfektur. – Wegen geringen Besucherinteresses um 2005 wieder geschlossen; Halle steht leer (Ende 2017) |
| Japan                        | Chiba                                      | Ski-Dome Chiba später SSAWS Center (Spring, Summer, Autumn, Winter, Snow) | 1993 abgerissen                                             | Nach dem Zweiten Weltkrieg die erste neue Skihalle der Welt! 490 × 70–100 m; 80 Höhen-m; ca. 1 Mio. Besucher/Jahr; wegen ausbleibender Besucher und ständiger Verluste 2004 geschlossen, dann abgerissen |
| Japan                        | Hashima, Gifu                              | Snova Hashima                                                             |                                                             | 32 × 70 m, 10–14°; für Ski und Snowboard; eigener Kunstschnee |
| Japan                        | Kawasaki, Kanagawa                         | Snova Mizonokuchi R246 – Kawasaki City                                    |                                                             | 100 m lange Piste, Skilift; Höhendifferenz 15 m |
| Japan                        | Kōbe, Hyōgo                                | Snova Kobe Free-ku                                                        |                                                             | 30 × 50 m; 10–14°; eigener Kunstschnee |
| Japan                        | Kōfu, Yamanashi                            | Kamui Misaka Ski Area                                                     |                                                             | [ 15 ] [ 25 ] [ 102 ] |
| Japan                        | Ryūgasaki, Ibaraki                         | Kamui Ryūgasaki Snowboard Park                                            |                                                             | [ 15 ] [ 25 ] [ 103 ] |
| Japan                        | Saitama                                    |                                                                           |                                                             | [ 15 ] [ 25 ] |
| Japan                        | Tokorozawa, Saitama                        | Sayama Ski Resort                                                         |                                                             | 30 × 320 m, 7–15°; nur Oktober bis April |
| Japan                        | Shigenobu /Tōon                            | Across Shigenobu                                                          |                                                             | 45 × 90 m, 11–15°; für Ski + Snowboard; 13 × 100 m Halfpipe |
| Japan                        | Tokyo                                      | Coolval Indoor – Snowboard Park                                           |                                                             | [ 15 ] [ 25 ] |
| Japan                        | Tokyo                                      | Shinetsu (Board the World)                                                | 1998 geschlossen                                            | nur Snowboard: Flachpiste, Quarterpipe, Halfpipe; Fläche 50 × 75 m; 2 Lifte, Eigenkontrolle mittels Video-Feedback auf großer Videowand |
| Japan                        | Yokohama                                   | Snova Shinyokohama                                                        |                                                             | 30 × 60 m und 35 × 65 m mit 10–14 °Für Ski; 11 × 60 m Halfpipe; Quarterpipe 1,5 m |
| Kanada                       | Toronto                                    | Mississauga am Vaughan Mills shopping centr                               | 2017 geplant                                                | eine Trainingshalle der Axis Freestyle Academy für Skifahrer und Snowboarder |
| Lettland                     | Riga                                       | Snowdome                                                                  | 2008 (ungefähr)                                             | verschiedene Abfahrten, auch Buckelpiste, Halfpipe; im Sommer für Wasserski vorgesehen; Unterstützung durch niederländische Firma (van Egdom); Bade- und Wellness-Angebote, Casino usw. |
| Litauen                      | Druskininkai                               | SNORAS Snow Arena                                                         | 2012 (ungefähr)                                             | drei Skiflächen, die größte 460 m lang, 50 m breit; zusätzlich – allerdings nur in den Wintermonaten – eine Außenbahn; enthält neben den Pisten auch Übungselemente für Skiing, Freestyle skiing und Snowboard springen. |
| Malaysia                     | Penang/ Butterworth                        | Megamall Snowland                                                         | 1990, umgebaut 1998, 2001, Neubau 2006 (geplant)            | kleinere Anlagen: Four Season Room (Megamall): 1600 m² Ski, 45 m lang, Rodelbahn 42 m lang |
| Malaysia                     | Kuala Lumpur                               | Mines Wonderland                                                          | 1999                                                        | Hotel- und Einkaufskomplex mit erster Skihalle in Malaysia: 1000 m²; Ski, Snowboard, Rodelbahn; Naturschnee |
| Niederlande                  | Amsterdam                                  | Indoor Ski Sun                                                            |                                                             | R |
| Niederlande                  | Amsterdam                                  | Ski und Snowboard                                                         |                                                             | R |
| Niederlande                  | Amsterdam                                  | Ski-inn                                                                   |                                                             | R |
| Niederlande                  | Almere                                     | Indoor Ski                                                                |                                                             | R |
| Niederlande                  | Amersfoort                                 | Ski fun                                                                   |                                                             | R |
| Niederlande                  | Arnhem                                     | De grote Kuppel                                                           |                                                             | R |
| Niederlande                  | Assen                                      | Top Challenge                                                             |                                                             | R |
| Niederlande                  | Beekbergen                                 | TL Sportcenter                                                            |                                                             | R |
| Niederlande                  | Bergen op Zoom                             | Ego indoorski                                                             |                                                             | R |
| Niederlande                  | Bergen                                     | Skischool de Beeck                                                        |                                                             | R |
| Niederlande                  | Biddinghuizen                              | Rivièra Snowvillage                                                       |                                                             | R: 100 m langes Rollband |
| Niederlande                  | Breda                                      |                                                                           | 5. Dez. 1998                                                | R: 2 Rollbahnen (Endlospisten) |
| Niederlande                  | Den Bosch                                  | indoorski                                                                 |                                                             | R |
| Niederlande                  | Den Haag                                   | indoorski                                                                 | 1995                                                        | R |
| Niederlande                  | Den Haag                                   | Snowdome De Uithof                                                        |                                                             | 211 × 25 m, kleine Schanzen, 22 Höhen-m, 1 Sessellift; Ski, Snowboard, Rodeln. Schnee mittels eigenentwickeltem Skidome Snow System (u. a. 100 % chemikalienfrei); Café-Restaurant De Nederlandse Alp, Eishalle, Funpark |
| Niederlande                  | Den Hoorn                                  | Alpine Sports                                                             |                                                             | R |
| Niederlande                  | Deventer                                   | Ski Promotion                                                             |                                                             | R |
| Niederlande                  | Dordrecht                                  | Pentagon                                                                  |                                                             | R |
| Niederlande                  | Drachten                                   | Schischool Drachten                                                       |                                                             | R: 12 m lang, 8 m breit; erhielt 2017 den Snowplaza.NL-Award Beste Rollerbaan |
| Niederlande                  | Dronten                                    | Ski inn                                                                   |                                                             | R; im Jahr 2015 wurden neue Matten aufgezogen, die mit einem automatischen Sprühsystem zur besseren Gleitfähigkeit ausgestattet sind |
| Niederlande                  | Eindhoven                                  | Biggelaar indoorski                                                       |                                                             | R |
| Niederlande                  | Eindhoven                                  | Skifit                                                                    |                                                             | R |
| Niederlande                  | Geleen                                     | Ski 2000                                                                  |                                                             | R |
| Niederlande                  | Groningen                                  | Allin ski                                                                 |                                                             | R |
| Niederlande                  | Groningen                                  | Snowlimits                                                                |                                                             | R |
| Niederlande                  | Spaarnwoude                                | Snowplanet                                                                |                                                             | 230 m |
| Niederlande                  | Heemskerk                                  | skicentrum                                                                |                                                             | R |
| Niederlande                  | Heerenveen                                 | Skischool Swing                                                           |                                                             | R |
| Niederlande                  | Heerhugowaard                              | Skirun                                                                    |                                                             | R |
| Niederlande                  | Hillegom / Joure / Leeuwarden              | Skicentrum                                                                |                                                             | R: mehrere Bahnen nebeneinander |
| Niederlande                  | Jubbega, Gemeinde Heerenveen               | Rolling mountains                                                         |                                                             | R |
| Niederlande                  | Landgraaf                                  | Snowworld                                                                 | 2002                                                        | 5 Pisten mit 2× 400 m sowie je eine mit 60 m, 50 m und 20 m Länge; Funpark; Sessellift, 2 Schlepplifte und 3 Förderbänder; 35 Tm2; 12–18 % Gefälle; Okt. 2003 FIS-WC-Rennen (Parallelslalom) hier; Tubegleiten; ca. 1,4 Mio. Besucher/a; Im Jahr 2008 eröffnete ein Alpinhotel Snowworld unmittelbar in der Nachbarschaft der Halle. Eine weitere Halle (Investsumme ca. 10 Mio. €) war auch vorgesehen. |
| Niederlande                  | Ridderkerk                                 | Skihal                                                                    |                                                             | R |
| Niederlande                  | Roden                                      | Snow & Co                                                                 |                                                             | R |
| Niederlande                  | Rotterdam auch Leidschendam                | Indoor SKI & Snowboard                                                    | 1986                                                        | R; Selbstkontrolle mit großen Spiegeln; Betreuung durch die älteste Skischule in NL, die BIS (Bond Indoor Skischolen) |
| Niederlande                  | Scheveningen                               | Skidiscovery                                                              |                                                             | R: 170 m lange Kunstschneebahn |
| Niederlande                  | Rucphen                                    | Ski Dome                                                                  | 1995, erw. 2011 und 2014                                    | 190 × 20–25 m; 18 Höhen-m; ca. 350.000 Besucher/Jahr. Nach der Erweiterung kam eine Eisbahn für Carts hinzu und eine Rodelbahn auf dem Dach |
| Niederlande                  | Spijkenisse                                | Holland indoorski                                                         |                                                             | R |
| Niederlande                  | Terneuzen                                  | Snowbase                                                                  |                                                             | 220 m |
| Niederlande                  | Uden                                       | Indoorski Uden                                                            | 1. Dez. 2006                                                | R; Anleitung durch diplomierte Sportinstrukteure |
| Niederlande                  | Utrecht                                    | Ski Sportief                                                              |                                                             | R |
| Niederlande                  | Valkenswaard / Westerhoven                 | Montana Snowcenter                                                        | 2003                                                        | 2 Pisten, 140 × 50 m; Naturschnee; ein überdachtes Skigebiet, das seine Energie vollständig aus Sonnenkollektoren auf dem Dach bezieht (rd. 3400 Paneele) |
| Niederlande                  | Veenendaal                                 | miezelmoe                                                                 |                                                             | R |
| Niederlande                  | Velsen                                     | snowplanet                                                                |                                                             | 2 Pisten, 230 m lang; Ski, Snowboard, Freestyle, Rail; Naturschnee; Après-Ski-Möglichkeiten; Restaurants |
| Niederlande                  | Zelhem in der Gemeinde Bronckhorst         | Mlsport Snowcenter                                                        | 1996                                                        | [ 26 ] |
| Niederlande                  | Zoetermeer                                 | Snowworld                                                                 | 1996                                                        | 210 × 35 m; Bau durch Konsortium aus niederl. Wintersport-Fachgeschäften Duijvestein.; ca. 2 Mio. Besucher/a |
| Niederlande                  | Zutphen /Gemeinde Brummen                  | Skicenter Edelweiss                                                       |                                                             | R |
| Niederlande                  | Zwolle                                     | downhill                                                                  |                                                             | R |
| Norwegen                     | Oslo                                       | SNØ                                                                       | 2020                                                        | Mit 36.000 m² schneebedeckter Fläche die größte Skihalle Europas. Hauptplaner waren der Skiverband Norwegens und Olympiatoppen (Institut für Leistungssport), die Investitionssumme wird mit mehr als 1 Mrd. Euro angegeben. Schneeflächen für Langlauf: eine bis zu 1,5 km lange Loipe mit einer Breite von 5 m und einer Höhendifferenz von 32 m über Brücken. Darunter insgesamt sechs Alpinpisten (längste 505 m lang, 90 m breit, 80 m hoch und ein kurzes Stück bis zu 40 % steil (schwarze Piste)) auch mit Bereichen für Freeskier und entsprechenden Sprunghügeln (einer soll sogar eine Hangneigung von 38 % bekommen). Für den neuen Skihallenkomplex wird ein komplett neuer Stadtteil (Loerenskog Vinterpark) mit modernster ökologischer Infrastruktur inkl. einem Bahnhof errichtet. |
| Neuseeland                   | Auckland, Ortsteil Silverdale              | Snowplanet                                                                | 2005                                                        | Schneefläche gesamt 9500 m²; 202 × 41 m; 2 Pisten, 10 Höhen-m, Schneedecke 50 cm dick; Gefälle 9–30 %; 3 Lifte; Ski, Snowboard, Terrainpark |
| Österreich                   | Sieggraben; nördliches Burgenland          |                                                                           | 2005 Planungen bekannt geworden (letztlich nicht umgesetzt) | 600 m lang |
| Osterreich                   | Wien, Bezirk Donaustadt                    |                                                                           | 2006 projektiert                                            | 400 Meter Pistenlänge, bis zu 100 Meter breit, Steigung 25 %; dazu Skihüttenflair, Wellnessbereiche, ein „Funpark“, Gastronomie und ein Designhotel |
| Osterreich                   | Windischgarsten                            | Bestandteil einer Ski-Mittelschule                                        | 2017                                                        | R5 × 7 m; Rollerbahn |
| Polen                        | Rzyki, nahe Wadowice                       | Czarny groń                                                               |                                                             | endlos 1 |
| Russland                     | Ekaterinburg                               |                                                                           | 2008 zu Herbst 2008 geplant                                 | [ 25 ] [ 138 ] |
| Russland                     | Krasnogorsk, Moskauer Gebiet               | Snej.com                                                                  | 2006                                                        | Piste 400 × 60 m; Schneefläche 24.000 m², Höhendifferenz 65 m; zusätzlich Restaurant, Titness-Zentrum, Geschäfte, Ski Service, Konferenzraum und eine Spielzone mit Laser-Paintball; mit deutscher Hilfe (ThyssenKrupp Hoesch Bausysteme, Leipzig) und deutscher Architekt Jörg Kröger |
| Russland                     | Moskau                                     | Snow Center im Freestyle-Park s-w-von Moskau am Ring                      | 2009 geplant                                                | 36 Tm² Schneefläche; mit 700 m langer Piste (blaue) und einer 200-m-Piste (schwarze), die sich mittels eines Tunnels kreuzungsfrei verwinden. Ein separater Schneepark für Snowboard: Halfpipe (100 m × 40 m), Rails, freestyle boarder / free-rider Areal mit Buckelpiste. Erbaut mit Hilfe von britischen Indoor-Schneehallen-Spezialisten (Acer Snowmec) für rd. 150 Mio $; außerdem ein 5 Tm² Schneespielplatz mit Höhlen und einer Mini-Bobbahn |
| Russland                     | Rjasan, 200 km südlich von Moskau          | Snow Center Rjasan                                                        | 2007 geplant                                                | Nach dem Vorbild von Bispingen geplant; soll aber doppelt so groß werden, was dann die größte Skihalle der Welt wäre. |
| Saudi-Arabien                | Riad, in der Othaim mall                   | Snow World Riyadh                                                         | 13. Juli 2016                                               | Tubing, Rodeln, Schneemobil, Bumper-Cars u. v. a.am. |
| Schottland                   | Braehead, Glasgow                          | Snow Factor Xscape Snozone                                                | 2006                                                        | 200 m; Ski, Snowboard; Kino, Shopping, Bowling u. a. |
| Schweden                     | Balstat in der Nähe von Stockholm          | Skipark 360 Grad Halle                                                    | 2016 war die Eröffnung geplant                              | erste vollständig mit erneuerbaren Energien betriebene Skihalle der Welt, geplant von C. F. Møller Architects, Berg Arkitektkontor; Baukosten rd. 200 Mio. Euro. Vorgesehen ist eine Gesamtfläche von 70.000 m², davon eine 700 m lange Piste mit einer Höhendifferenz von 160 m, ein 3,5 km langer Loipentunnel, ein Snowboard-Funpark, ein Biathlon-Bereich und ein gesondertes Stadion für Eishockey und Eiskunstlaufen. Restaurants, Geschäfte sowie ein Spa-Hotel mit Konferenzräumen sollen das Projekt komplettieren. Vorgesehen ist die Anlage auch für die Ausrichtung von alpinen Weltcupwettbewerben. |
| Schweden                     | Göteborg                                   | Skidome Göteborg                                                          | 2015                                                        | eine Loipe in Schleifen geführt mit etwa 1,2 km Gesamtlänge und einer geringen Neigung, Bestandteil des Schweden-weiten Projekts Nordic Wellness. |
| Schweiz                      | Saas-Fee                                   | Swiss-Indoor-Skiing im Hotelkomplex Metropol                              | 2012                                                        | R; Der rollende Teppich ist die einzige Indoor-Ski-Anlage der Schweiz. Sie befand sich bis November 2016 in Interlaken, hat aber inzwischen ihren Standort in Saas-Fee erhalten. |
| Serbien                      | Belgrad                                    | Skitrack Ada                                                              |                                                             | endlos 1 |
| Singapur                     | Singapure City                             | Urban Ski                                                                 | 2015                                                        | R (indoor rotating ski slope) |
| Spanien                      | Madrid                                     | Madrid Snowzone                                                           | 2005 (ungefähr)                                             | im Einkaufszentrum parquedenieve Xanadu; 2 Pisten, 250 × 55 m, 25 %; gebaut von kanadischer Firma Intrawest |
| Republik Südafrika           | Kapstadt (City of Western Cape)            | Snowscape                                                                 | 2002                                                        | R Auf der Website heißt es: „a magnificent 40 m indoor slope“, was damit wohl eine Rollerbahn ist. 610 m langes und 30 m breites Schneelaufband; Ski, Snowboard, Rodeln. 2300 t eigenproduzierter Schnee. Angeschlossen eine Eisarena für E-Kunstlaufen, Eishockey, Shorttrack |
| Süd-Korea                    | Bucheon                                    | TigerWorld                                                                | 21. Juli 2007                                               | 170 m |
| Taiwan                       |                                            | Xanadu                                                                    | 2009 (ungefähr)                                             | Ski und Snowboarding; Fa. Acer Snowmec |
| Thailand                     | Bangkok                                    | Snow Town in der fünften Etage des Einkaufszentrums Gateway Ekamai        | 2015                                                        | komplett als „Schneethemenpark“ für die ganze Familie gestaltet |
| Tschechien                   | Budweis (České Budějovice)                 | INSKI                                                                     |                                                             | R (Maxxtracks Simulator) 1, Hangneigung zwischen 9 und 21 Grad einstellbar |
| Türkei                       | Afyon                                      | Snow Valley                                                               | 2007 (geplant)                                              | Baukosten 400 Mio. $; als großer Sportkomplex über eine Fläche von 1 Mio. m² in der Provinz Afyon; Realisierung durch die belgische Firma Snow Mountain; Schneefläche 300 Tm², 147 Höhen-m, mit einem großen Hotel (4.000 Betten), einem künstlichen See, kleinen Ferienhäusern, einer Skitrainings-Schule; Arbeitsplatz für 1000–3000 Menschen 2007 wurde der Bauvertrag mit dem schottischen Unternehmer Tom Stewart unterschrieben. |
| Vereinigte Staaten           | Anaheim                                    | Gotcha Glacier (LLC)                                                      | 15. Dez. 1998 erw. 2002                                     | America’s first indoor snowboard and surf park; 34.000 Fuß², Naturschnee; 3 Pisten, 2 Halfpipes auf 75 Fuß Höhe, die wettbewerbstauglich sind; Ski, Snowboard, Eisklettern; rund 500 Aktive gleichzeitig; bis 2002 erfolgten Erweiterungen um rund 60 Tfuß² |
| Vereinigte Staaten           | Buffalo, Staat NY                          | Leisure Sports Mall                                                       |                                                             | 23.000 m² |
| Vereinigte Staaten           | Centennial                                 | Snöbahn Indoor Ski                                                        | 2015                                                        | R, mehrere breite Rollerbahnen mit veränderbaren Geschwindigkeiten und Neigungen; Initiator Erik Schlopy; angeschlossen eine SNÖBAR mit Gastronomie, Veranstaltungsräumen u. v. a. m. |
| Vereinigte Staaten           | Calverton auf Long Island                  | Ski Mountain (House)                                                      | 2007 Vision                                                 | eine 750-Mio. Dollar Investition der Firma Stewart International Marketing mit einem geplanten 50-stöckigen Indoor-Skiareal. Doch die Finanzlage führte dazu, dass die Idee im Jahr 2000 ad acta gelegt wurde. |
| Vereinigte Staaten           | East Rutherford, New Jersey                | American Dream Meadowland                                                 | 2019 (eröffnet)                                             | Die Skihalle öffnete am 5. Dezember 2019 und ist die bisher einzige in Nordamerika. Sie ist 1,6 ha groß, besitzt drei Pisten, die längste ist 300 m lang, 49 m hoch und hat ein maximales Gefälle von 26 %. Auch ein Funpark ist vorhanden. Es existieren ein Schlepplift und ein Vierer-Doppelmayr-Sessellift sowie zwei Förderbänder. Die Indoor-Skipisten sind Bestandteil eines wesentlich größeren Hallen-Sportkomplexes. Die ursprünglich für 2006 vorgesehene Fertigstellung verschob sich infolge der 2008er Bankenkrise und weiterer Probleme stetig bis auf 2019. |
| Vereinigte Staaten           | Kansas                                     | Olathe Zone-Project (O-Zone)                                              | 2009 (geplant)                                              | Kosten ca. 787 Mio. $ für einen gigantischen Erholungskomplex, der auch das zweite Legoland in den USA einschließt mit Indoor-Ski-Zentrum, Hotel, Arena, Fußball-Komplex, privatem Aquarium u. v. a. m. Die Halle soll der in Dubai ähnlich werden mit einer Pistenlänge von 400 m; 12–14 Mio. Besucher/Jahr erwartet |
| Vereinigte Staaten           | Las Vegas                                  | Las Vegas Wet water and snowpark                                          | 2004 geplant 2008 auf Eis gelegt                            | 250 Tm² indoor-Sport; 74 × 330 m für Ski, Snowboard; Wassersport; eigenproduzierter Schnee; Schweizer Hütte-Restaurant; Kinder-Schneearena, Minibobbahn, Eislauf-Oval u. v. a. m. Kosten rund 1 Mrd. US-$. |
| Vereinigte Staaten           | Los Angeles                                | Virtual snow                                                              |                                                             | Trainingshalle für Skifahrer und Snowboarder |
| Vereinigte Staaten           | Salt Lake City (Utah)                      | Snogression Trainingszentrum                                              | 2011                                                        | eine einfache Matten-Roll-Anlage, ausgestattet mit einer Schaumgrube (Polystyrolpolster) zum Üben perfekter Landungen für Freestyle-Skiing und Snowboard. |
| Vereinigte Arabische Emirate | Abu Dhabi                                  | Snowworld Marina Mall                                                     | 2001                                                        | 100 m lange Piste, Lift; Ski & Snowboard; Restaurants; 2007 Erweiterung |
| Vereinigte Arabische Emirate | Dubai                                      | Ski Dubai in der Mall of Emirates                                         | 2006 (Test)                                                 | 22,5 Tm²; 5 Abfahrten, Hauptpiste 400 m lang, 85 m hoch und 80 m breit; Rodelbahn; ein 4er-Sessellift, zwei Tellerlifte, Förderbänder; -4 Grad Hallentemperatur; Skihütte; Hotel angeschlossen. Mit dt. Hilfe erbaut; f.d. Bau u.d. Betreiben wurde ein Dubai-Skiclub gegründet. Piste relativ abwechslungsreich, da L-förmig angelegt und bei einer der zwei Hauptpisten ein kurzes Stück recht steil, weltcup-tauglich (schwarze Piste) Neben den Skipisten gibt es auch Snowtubing und einen großen Plastikball, in dem den Hang hinunter gerollt werden kann. |
| Vereinigte Arabische Emirate | Dubai                                      | Dubai Sunny Mountain Skidome                                              | 2008                                                        | Echtschnee ohne Chemikalien; Kosten des Baus etwa 250 Mrd. €, Ski, Snowboard; shopping, Restaurants, Hotels; Eislaufplätze, arktisches Aquarium. Projekt durch 32group (Dubai) |
| Vereinigte Arabische Emirate | Emirat Ra’s al-Chaima                      |                                                                           |                                                             | eine ca. 2 km Bergabfahrt unter Dach auf der Halbinsel Oman’s Musandam, weil es in den Bergen des Landes niemals Schnee gibt |